# Rinaldo Casati
Rinaldo Casati (Milano, 19 aprile 1844 – Milano, 9 febbraio 1898) è stato un politico italiano.
Figlio del conte Camillo Casati e di Anna Giulini della Porta, fu senatore del Regno d'Italia dalla XVIII legislatura.
I suoi resti mortali riposano presso il monumentale Mausoleo Casati Stampa di Soncino nel cimitero urbano di Muggiò (Monza e Brianza).